# Gorguera

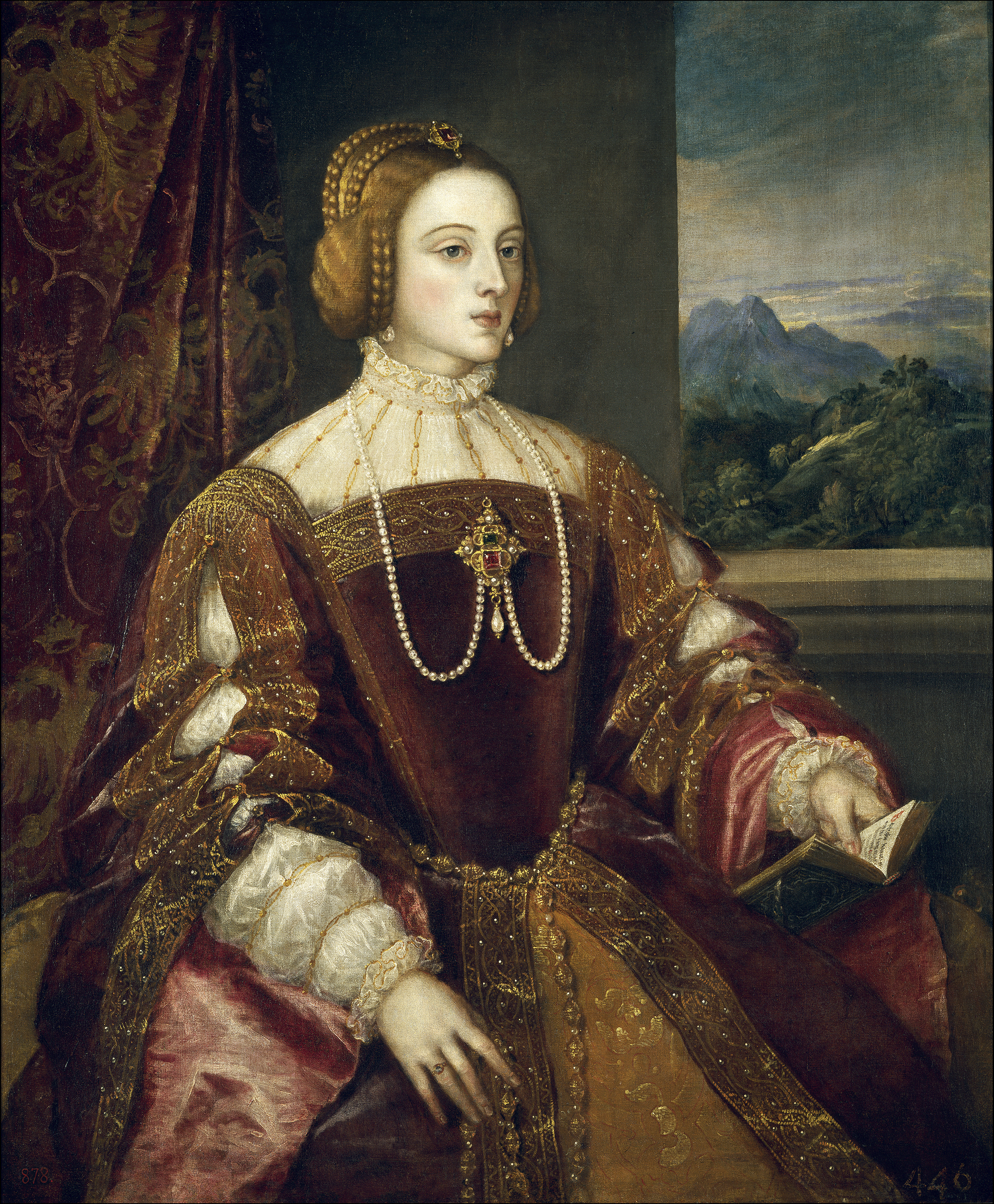
Retrato de La emperatriz Isabel de Portugal en 1548 por Tiziano, Museo del Prado, Madrid, España. En este cuadro, la reina viste una gorguera alta con lechuguilla.

La gorguera es una pieza indumentaria a modo de pañuelo fino ya en desuso que cubría el cuello o el escote. La gorguera consistió en su origen en una especie de pañoleta de tela muy fina, siempre blanca y por lo común transparente con que las damas se cubrían el escote.

## Evolución histórica
La gorguera comenzó a usarse en el siglo XIV, confundiéndose casi las primeras con las tocas pues cubren todo el cuello hasta el nacimiento del pelo unidas al tocado y perfilando la barbilla. En el siglo XV se usaron unas que dejaban al descubierto todo el cuello e incluso parte del pecho, de gasa muy fina que transparentaba las formas y el color de la piel con pliegues menudos en el borde superior que solía ceñirse por medio de una cadenilla de oro. Para confeccionar estas gorgueras se empleaba muselina muy fina de Oriente a veces recamada con algún dibujo pequeño de florecillas o puntos de oro. Estas gorgueras estuvieron de moda mientras se usó el corsé o corpiño abierto estando en vigor hasta mediados del siglo XV. Por esta época, disminuyó el escote y entonces la gorguera sólo sobresalía unos cuatro dedos, iba bordada con hilo negro o hilillo de oro y llevaba por guarnición un cuello que poco a poco se fue haciendo más alto y lujoso.
A finales del siglo XV, estuvieron de moda las gorgueras sembradas de perlas y en casi todas el motivo de adorno más usual era una cuadrícula de hilos de oro y de seda con bullones losanjeados en los huecos. Como se puede apreciar, el uso que se le daba a la gorguera era el de cuello de camisa.
Desde comienzos del siglo XVI, la gorguera adquirió suma importancia pues tomó una forma especial y típica de cuello rizado o escarolado, pasando a denominarse cuello o lechuguilla y su uso se extendió a los caballeros. En España, hasta Felipe III, la lechuguilla habitual era pequeña, sobresaliendo del cuello alto y cerrado del cuerpo del vestido en las mujeres y del jubón en los hombres y la formaban una, dos y hasta tres tiras encañonadas. Generalmente, este cuello se combinaba con los puños siendo ambos de color blanco.
En Francia y, sobre todo, en Italia no tardaron a llevarse gorgueras mayores que las españolas, con armadura. Para confeccionarlas, comenzaron a emplearse blondas pasando de este modo a considerarse caras prendas de lujo. En tiempos de Felipe II, la influencia de las modas flamencas trajo a España los grandes cuellos como lo demuestran algunos retratos de personajes de época. En este tiempo, el uso de la gorguera fue constante pues las llevaron los caballeros, incluso con las armaduras de corte, formado parte de la pieza de la armadura que cubría el cuello y parte superior del pecho.
Fue en el último tercio del siglo XVI y primero del XVII cuando la gorguera adquirió su mayor desarrollo, llegando a adquirir incluso una forma exagerada de gran abanico en las mujeres siendo cuando el lujo de los encajes le confirió mayor valor. Se buscaban con preferencia los encajes italianos de Milán y Génova para confeccionar gorgueras y el escarolado era más vistoso que los repicoteados de las blondas. Además, vino a tomar una forma como de marco del rostro por su parte inferior y se levantó por detrás desmesuradamente hasta quedar oblicua con respecto a la cabeza. En este tiempo, se diferencia notablemente la gorguera de los hombres de la de las mujeres que habían sido iguales a principios del siglo XVI. La de los hombres fue completamente circular de borde ancho encañonado y cerrada. Las de las mujeres, por su parte, eran semicirculares a modo de abanico abiertas y su borde era un gran festón formado por los picos de las blondas. De esta época, podemos encontrar retratos de Isabel I de Inglaterra y Catalina de Médici con gorgueras que sirven de marco al busto al arrancar del escote. A veces, estos marcos estaban formados por tres gorgueras que forman un conjunto vistoso:
- una pequeña cerrada
- otra mayor que arranca del escote
- otra partida en dos trozos a modo de abanico que sobresale de los costados.

La gorguera cayó en desuso en tiempos de Luis XIII de Francia y fue sustituida por el gran cuello de encaje (llamado más tarde en España valona), caído, más lujoso pero afeminado y menos airoso que su antecesora. En España, el cuello de encaje tardó mucho tiempo en tomar carta de naturaleza entre los hombres cuyos trajes conservaron gran gravedad durante el siglo XVII, cosa que no tuvieron en Francia, y se adoptó una gorguera pequeña y armada a modo de tabla lisa con dos picos que más tarde caracterizaría a los alguaciles, por lo que se denominaron golillas. Hasta que en este siglo se adoptó la gorguera, lisa y con dos pronunciados picos, las gorgueras de abanillos, que se usaban también con las armaduras.

## Otros significados
Gorguera también puede referirse a:
- Un arroyo de la localidad de Genicera.
- Una moldura de perfil cóncavo, frecuente en la arquitectura gótica.[2]
- Una moldura entre el fuste y el equino del capitel en columnas dóricas desde la arquitectura griega.[2]